# Felicjan Eleutery Gałęzowski
Felicjan Eleutery Gałęzowski herbu Tarnawa (zm. w 1737 roku) – kasztelan lubelski w latach 1735–1737, podsędek lubelski w latach 1718–1735, podczaszy lubelski w latach 1713–1718, podstarości lubelski w latach 1720-1731, pisarz grodzki lubelski w latach 1710-1718, wicesgerent grabowiecki w 1703 roku, starosta wąwolnicki w 1735 roku, pułkownik Jego Królewskiej Mości w 1733 roku.
Był posłem województwa lubelskiego na sejm 1718 roku, sejm z limity 1719/1720 roku, sejm 1720 roku i sejm nadzwyczajny 1733 roku. Jako deputat województwa lubelskiego podpisał pacta conventa Stanisława Leszczyńskiego w 1733 roku. Marszałek województwa lubelskiego w konfederacji dzikowskiej w 1734 roku.
W 1735 roku podpisał uchwałę Rady Generalnej konfederacji warszawskiej.